# Halmay Árpád
Halmay Árpád (Kassa, 1900. december 15. – Budapest, 1945 tavaszán) magyar újságíró.

## Életpályája
Iskoláit Pozsonyban, Bécsben, Nagyváradon és Kecskeméten végzi, budapesti műegyetemi tanulmányai közben Párizsból, Berlinből és Prágából tudósít erdélyi lapokat. 1924-ben Fehér Dezső meghívására került a Nagyváradi Naplóhoz. 1925-től a Nagyváradi Friss Újság munkatársa, később felelős szerkesztője, egyben a kolozsvári Ellenzék tudósítója, 1930-ban az akkor induló Magyar Szó napilap munkatársa. Mint rajzoló riporter ebben a minőségben egyedülálló Erdélyben. Budapest ostromakor halt meg.